# Mendoza
Mendoza város Argentínában, Mendoza tartomány fővárosa, Buenos Airestől kb. 1000 km-re nyugatra, az Andok-hegység lábánál, 750-820 méter magasságban. A város lakossága 115 ezer, míg az agglomerációs térségé (Nagy-Mendoza) közel 1 millió fő.
1561-ben alapították, 1861-ben egy földrengés szinte teljesen romba döntötte, de azóta újjáépítették.
A város Argentína legfontosabb borvidékének központja, vörösbora nemzetközileg jól ismert. A közelben talált kőolajmező Mendozát regionális központtá tette.

## Híres személyek
- Esteban Andrada válogatott labdarúgó (1991–)
- Estefanía Banini női válogatott labdarúgó (1990–)
- Alberto Calderón matematikus (1920–1998)
- Julio Cobos politikus (1955–)
- Enrique Gaviola fizikus (1900–1989)
- Juan Giménez író, illusztrátor (1943–2020)
- Lydia Lamaison színésznő (1914–2012)
- Geronimo Villanueva csillagász (1978–)
- Roberto Zaldívar szemészorvos

## Fordítás
- Ez a szócikk részben vagy egészben  a   Mendoza, Argentina című angol Wikipédia-szócikk fordításán alapul.  Az eredeti cikk szerkesztőit annak laptörténete sorolja fel. Ez a jelzés csupán a megfogalmazás eredetét és a szerzői jogokat jelzi, nem szolgál a cikkben szereplő információk forrásmegjelöléseként.